# Jean Baptiste McLoughlin
Jean Baptiste McLoughlin (noto come John McLoughlin nei paesi anglofoni) (Rivière-du-Loup, 19 ottobre 1784 – Oregon City, 3 settembre 1857) è stato un commerciante di pelli animali, di origine franco-irlandese, uno dei fondatori dello stato statunitense dell'Oregon.

## Biografia
Di religione cattolica francofono con radici francesi e irlandesi iniziò a studiare medicina con Sir James Fisher in Quebec. Nel 1803, ottenne la laurea che gli permise di praticare la medicina. Fu poi assunto come medico dalla Compagnia del Nord-Ovest a Fort William, ora città di Thunder Bay. Nel 1814 divenne socio di questa compagnia e svolse un ruolo importante nelle trattative che portarono alla fusione della società con la Compagnia della Baia di Hudson.
Nel 1824, fu nominato capo della sezione della West Coast, più precisamente dell'Oregon Country, proprio tra Nuova Spagna e America russa. Nel marzo del 1825 fu aperta una filiale alla foce del fiume Willamette. In virtù degli affari di McLaughlin, il distretto divenne molto redditizio.
Fondò la città di Vancouver, ora una città suburbana di Portland, per sostituire un forte, amministrato da inglesi e americani, che non era abbastanza redditizio. Allo stesso modo, fondò la città di Oregon City, ospitando la Société de l'Océanie, missioni cattoliche nelle terre protestanti e anglofone, come le migliaia di migranti che avevano attraversato gli Stati Uniti in cerca di terre vergini.
Oggi è considerato il padre fondatore dell'Oregon e un vulcano porta il suo nome, monte McLoughlin.